# گورستان باستانی خوروین
گورستان باستانی خوروین در موقعیت روستای خوروین از توابع شهرستان ساوجبلاغ، بخش کوهسار واقع گردیده‌است. شامل گورستان‌های باستانی و قدیمی قبل دورهی تاریخی مربوط به هزاره‌های پنجم ق.م که نوع خاصی از به خاک سپاری مردگان به صورت دراز کش و تا خوردگی زانو به سمت خورشید به همراه سفالینه‌ها و ابزار فلزی درون گور را می‌توان در این محوطه باستانی دید.